# Srednja vas-Goriče
Srednja vas-Goriče – wieś w Słowenii, w gminie miejskiej Kranj. W 2018 roku liczyła 74 mieszkańców. 